# Каретник Володимир Володимирович
Володимир Володимирович Каретник (24 квітня 1972, Лубни) — український футболіст, що грав на позиції півзахисника. Відомий а виступами в командах вищої української ліги «Прикарпаття» (Івано-Франківськ), «Нива» (Тернопіль), «Зоря» (Луганськ) та «Кремінь» (Кременчук), а також у клубі вищого дивізіону Молдови «Молдова-Газ».

## Клубна кар'єра
Володимир Каретник народився в Лубнах, та розпочав займатися футболом у місцевій ДЮСШ. Розпочав виступи на футбольних полях у місцевій аматорській команді «Сула» у 1988 році. У 1992 році Каретник став гравцем команди першої української ліги «Ворскла» з Полтави, в якій грав до кінця сезону 1992—1993 років, та зіграв у складі полтавського клубу 51 матч. У 1993 році футболіст зіграв 2 матчі у складі «Сули» в перехідній лізі, та перейшов до складу команди першої української ліги «Дніпро» з Черкас. У 1994 році футболіст отримав запрошення від російської команди «Локомотив» з Москви, проте за основну команду так і не зіграв, обмежившись виступами у фарм-клубі «залізничників». У другій половині року Каретник грав у аматорській команді «Локомотив» (Гребінка).
На початку 1995 року Володимир Каретник став гравцем команди вищої української ліги «Зоря» з Луганська, в якій грав до кінця сезону 1994—1995 років, та зіграв у її складі 8 матчів. На початку наступного сезону Каретник став гравцем іншої команди вищої української ліги «Прикарпаття» з Івано-Франківська, але згігравши 5 матчів, перейшов до іншого вищолігового клубу «Кремінь» з Кременчука, а на початку 1996 року став гравцем команди першої ліги СК «Одеса». На початку сезону 1996—1997 років футболіст став гравцем команди вищої ліги «Нива» з Тернополя, проте зіграв у складі тернопільської команди лише 1 матч. У 1997 році Каретник грав за клуби другої російської ліги «Носта» та «УралАЗ», а на початку 1998 року повернувся в Україну, де знову став гравцем вже аматорської команди «Сула». У 1999 році Володимир Каретник грав у складі клубу вищого дивізіону Молдови «Молдова-Газ». У другій половині сезону 2000—2001 років футболіст грав у складі команди другої ліги «Електрон» з Ромнів, а в другій половині 2001 року грав у іншій команді другої ліги «Спартак» з Сум, який став його останнім професійним клубом. До 2004 року Володимир Каретник грав у низці українських аматорських клубах.